# Salvador Llobet i Reverter
Salvador Llobet i Reverter (Granollers, 1908 - 1991) fou un geògraf català. Doctor en geografia, va ser autor de nombrosos llibres i publicacions, cofundador el 1928 de l'Agrupació Excursionista de Granollers, creador de l'Editorial Alpina, professor del Departament de Geografia de la Universitat de Barcelona i president de la Societat Catalana de Geografia entre 1982 i 1985.

## Biografia
Nascut el 1908, el seu origen fou humil, fill de pagesos de Granollers. De petit no va poder estudiar per tal d’ajudar a la família i també va treballar de guixaire. Des de ben jove, però, va mostrar interès en la geografia, sobretot a partir de la creació de l’Agrupació Excursionista de Granollers el 1928 de la qual va ser soci fundador i primer president. Entre 1930 i 1931 va viure a París a causa de la seva feina com a guixaire i allà contacta amb catalans exiliats de la dictadura de Primo de Rivera
L’interès per la geografia i el contacte amb persones amb formació acadèmica a París el van motivar per treure’s el batxillerat el 1935, amb 27 anys. Tot seguit es va llicenciar en lletres, especialitat de geografia i història, a la Universitat de Saragossa el 1940 i es doctorà a la Universitat de Madrid el 1944 amb la tesi El medio y la vida en el Montseny. Va ser l’introductor de la geografia regional a Catalunya.
L’any 1946 funda l'editorial Alpina i a la dècada de 1950 s’incorpora com a professor auxiliar de la Universitat de Barcelona i com a investigador de l’Institut Juan Sebastián Elcano del CSIC.
Ja jubilat, entre els anys 1980 i 1986, va ser nomenat president de la Societat Catalana de Geografia i també va participar en l’organització del Primer Congrés Català de Geografia, celebrat l’any 1991, any de la seva mort.
El 1989 va ser nomenat fill predilecte de Granollers.
Tota la documentació recollida i conservada per Salvador Llobet durant la seva carrera va ser donada a l'Arxiu Municipal de Granollers i avui conforma el Fons Salvador Llobet i Reverter.

## Obres destacades
- La casa en Andorra (1945)
- El medio y la vida en Andorra : estudio geográfico (1947)[8]
- El medio y la vida en el Montseny (1947)
- La casa rural (1958)

Per un estudi més extensiu de l’obra de Llobet vegeu «Aproximació a l'estudi de la bibliografia de Salvador Llobet» per Lluís Casassas.